# Auberge
Auberge was een restaurant in Amsterdam, Nederland. Het had één Michelinster in de jaren 1980 en 1981.
Chef-kok was John Halvemaan.
John Halvemaan en zijn vrouw Esther (als restaurantmanager) openden het restaurant onder de naam Auberge in 1976. Het sloot in 1981 in verband met problemen rond de verlenging van de huur. Reeds in 1975 hadden zij het restaurant overgenomen, toen nog onder de naam L'Auberge Privé.